# Argentinische Badmintonmeisterschaft 1996
Die Argentinische Badmintonmeisterschaft 1996 fand vom 24. bis zum 25. Mai 1996 in Tandil statt. 

## Titelträger
| Disziplin    | Sieger                            |
| ------------ | --------------------------------- |
| Herreneinzel | Jaroslaw Klysz                    |
| Dameneinzel  | Andrea Somrau                     |
| Herrendoppel | Guillermo Bronstrup Michael Garay |
| Damendoppel  | Andrea Somrau Alice Garay         |
| Mixed        | Ronaldo Meyer Liliana Semeguén    |